# Strada nazionale 69 Adriatica Inferiore
La strada nazionale 69 Adriatica Inferiore era una strada nazionale del Regno d'Italia, che congiungeva Porto d'Ascoli a Leuca, proseguendo il tracciato della strada nazionale 4 Adriatica Superiore che seguiva a grandi linee la costa del mare Adriatico.
Venne istituita nel 1923 con il percorso "Porto d’Ascoli - Ortona - Vasto - S. Severo - Foggia - Cerignola - Barletta - Bari - Fasano - S. Vito - Brindisi - Lecce - Maglie - Capo di Leuca presso Alessano".
Nel 1928, in seguito all'istituzione dell'Azienda Autonoma Statale della Strada (AASS) e alla contemporanea ridefinizione della rete stradale nazionale, il suo tracciato divenne parte della strada statale 16 Adriatica.